# Lipaugus weberi
Guarda-bosques-de-antioquia ou tropeiro-de-barrete (Lipaugus weberi) é uma espécie de ave da família Cotingidae.
É endémica da Colômbia.
Os seus habitats naturais são: regiões subtropicais ou tropicais húmidas de alta altitude.
Está ameaçada por perda de habitat.